# Peliperdix lathami
El francolín cariblanco o francolín de cara blanca (Peliperdix lathami) es una especie de ave galliforme de la familia Phasianidae propia de África.

## Distribución
Se lo encuentra en Angola, Camerún, República Centroafricana, República del Congo, República Democrática del Congo, Costa de Marfil, Guinea Ecuatorial, Gabón, Ghana, Guinea, Liberia, Nigeria, Sierra Leona, Sudán del sur, Tanzania, Togo, y Uganda.